# Penisa violacea
Penisa violacea är en fjärilsart som beskrevs av Lucas 1893. Penisa violacea ingår i släktet Penisa och familjen nattflyn. Inga underarter finns listade i Catalogue of Life.